# Pourlans

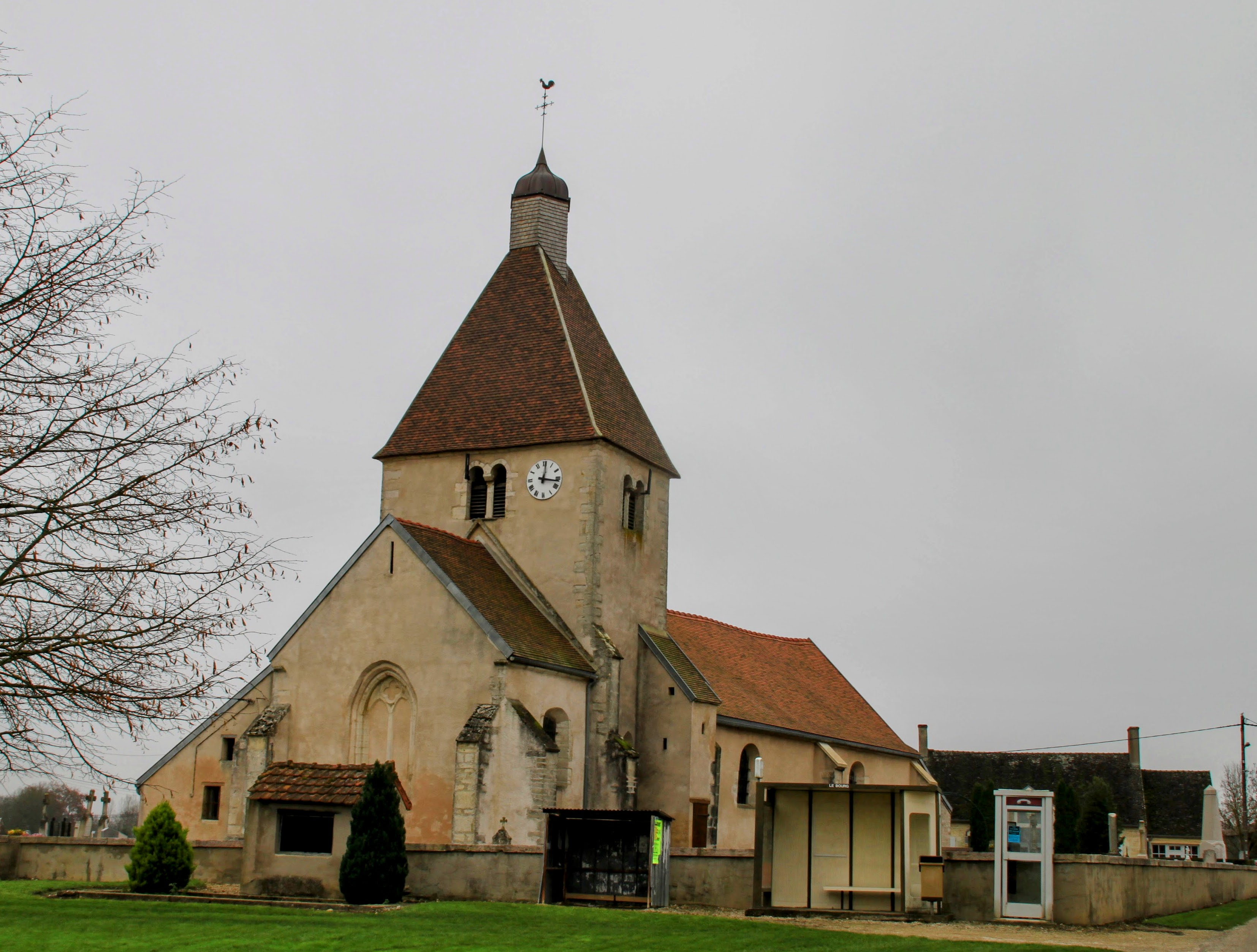
Kerk

Pourlans is een gemeente in het Franse departement Saône-et-Loire (regio Bourgogne-Franche-Comté) en telt 205 inwoners (2005). De plaats maakt deel uit van het arrondissement Louhans.

## Geografie
De oppervlakte van Pourlans bedraagt 15,9 km², de bevolkingsdichtheid is 12,9 inwoners per km².
De onderstaande kaart toont de ligging van Pourlans met de belangrijkste infrastructuur en aangrenzende gemeenten.

## Demografie
Onderstaande figuur toont het verloop van het inwonertal (bron: INSEE-tellingen).